# Domessargues
Domessargues este o comună în departamentul Gard din sudul Franței. În 2009 avea o populație de 690 de locuitori.

## Evoluția populației
| An        | 1975 | 1982 | 1990 | 1999 | 2006 | 2009 |
| --------- | ---- | ---- | ---- | ---- | ---- | ---- |
| Populație | 148  | 177  | 251  | 420  | 659  | 690  |